# Степненский сельский совет (Нижнесерогозский район)
Степненский сельский совет (укр. Степненська сільська рада) — входит в состав
Нижнесерогозского района
Херсонской области
Украины.
Административный центр сельского совета находится в 
с. Степное.

## История
- 1958 — дата образования.

## Населённые пункты совета
- с. Степное
- с. Братское
- пос. Дальнее
- с. Заповитное